# لینکلن پارک، نیوبرانزویک
لینکلن پارک (به انگلیسی: Lincoln Park) یک منطقهٔ مسکونی در ایالات متحده آمریکا است که در شهرستان میدلسکس، نیوجرسی واقع شده‌است. لینکلن پارک ۲۴٫۰۸ متر بالاتر از سطح دریا قرار دارد.